# 夏鍭
夏 鍭（か こう、景泰6年（1455年）- 嘉靖16年2月1日（1537年3月11日））は、明代の官僚。字は徳樹、号は赤城。本貫は台州府天台県。

## 生涯
夏壎の子として生まれた。成化23年（1487年）、進士に及第した。弘治4年（1491年）、吏部の選抜に応じて北京に入ると、李文祥・鄒智らを官にもどし、大学士の劉吉を罷免するよう求める上書をおこなった。弘治帝の意にさからい、獄に下されたが、釈放された。後に南京大理評事に任じられた。徴税・徭役・馬政・塩課の利害や宗室や外戚の侵奪のさまを非難する上疏をおこなった。弘治帝の返答はなかった。夏鍭はもともと仕官の志がなく、官に在籍したのはわずか数年に過ぎなかった。老齢の母を養うため、致仕を求め、帰郷した。家居すること三十数年、再び出仕しなかった。嘉靖16年（1537年）2月、死去した。享年は83。著書に『赤城集』4巻があった。